# 古代研究和摩門探究基金會
古代研究和摩門探究基金會（英語：Foundation for Ancient Research and Mormon Studies，縮寫FARMS）是一個對摩門教的非正式的學術界合作計畫團體。這個團體是屬於由耶穌基督後期聖徒教會（俗稱摩門教）所運作在美國猶他州的楊百翰大學中的Neal A. Maxwell Institute for Religious Scholarship（Neal A. Maxwell 宗教學術研究所）的一部分，該研究所先前被稱為 Institute for the Study and Preservation of Ancient Religious Texts（古代宗教文字學習和保存研究所）。
FARMS 支持和贊助它認為支持對耶穌基督後期聖徒教會的官方立場有所助益的「忠信的學術研究」，包括了支持基督信仰和摩門信仰方面的學術學習以及研究支持。它的研究方向主要在《摩門經》、《亞伯拉罕書》、《聖經》舊約和新約、早期基督教歷史、古代聖殿和其他與後期聖徒經文有關的課題。即使基金會允許在這些課題中某些程度的學術自由，它主要致力於得出支持耶穌基督後期聖徒教會的經文是真實的、具有歷史性並且是由神的先知所寫下來的結論。
即便與教會的關係密切，FARMS 的大多數研究結果並不代表教會官方立場。

## 歷史
古代研究和摩門探究基金會（簡稱：FARMS）於1979年成立為一個非營利事業組織。1997年在摩門教當時的總會會長暨先知興格萊高登和楊百翰大學董事會會長的邀請下，FARMS 成為楊百翰大學的一部分。在邀請當中，興格萊高登說：『FARMS 代表了真誠且奉獻的學者們。它已經成長到能夠以一個專業的水平上提供教會強壯支持及護衛。我希望對那些開始這個工作和照護它直到如今的人表達我熱烈的祝賀及感激』。
楊百翰大學於2001年將 FARMS 和 Center for the Preservation of Ancient Religious Texts and the Middle Eastern Texts Initiative（古代宗教文字保存和中東文字起始計劃中心）整編為古代宗教文字學習和保存研究所，現稱為 Neal A. Maxwell 宗教學術研究所。但是 FARMS 在楊百翰大學的學院和職員中仍舊是相當獨特的一個群體，即使它只是一個下屬機構。

## 爭議焦點
即使一些古代研究和摩門探究基金會（簡稱： FARMS）的工作被摩門教和非摩門教的學者們讚美，但是由於一些因素古代研究和摩門探究基金會也是一些摩門教社群裡裡外外爭議問題的焦點所在。
由 FARMS 支持的工作被許多人評論，範圍包括從虔誠的摩門教信徒到俗世學者、敵對的福音派的基督徒以及其他人。許多這些評論否定後期聖徒的神啟示的靈感，進而懷疑《摩門經》所稱為古代文件的歷史真實性，因此認為 FARMS 的工作是一個充當是學術研究的非學術性類似寫作聖徒傳記的工作。但是，FARMS 宣稱它支持的工作是「遵守已建立的學術準則，且是同儕審閱過的」。
評論者說 FARMS 有的時候在理論過程中使用 circular logic。此外，有些評論家也說 FARMS 的理論過程常使用與學者不該有的倒反理論：FARMS 先有了關於支持信仰的結論，然後再尋找支持的證據。一位前後期聖徒主教出版了一本名為 《Losing the Lost Tribe（失去失落的部落） 》否定地議論 FARMS 對美洲原住民的來源的看法的時候說：『我很驚訝 FARMS 為了支持對《摩門經》的信仰所花的氣力。我感覺到我可以滿足於 FARMS 提供的解釋的唯一方法是停止思考。』
其他人也指責 FARMS 捲入使用氣量狹小的辯論。甚至一些虔信的摩門教信徒對他們認為是人身攻擊的爭論（即是針對著作者個人的議論，而不是對著作者提出來的看法進行分析評估衡量）感到困擾。尤其是 FARMS 常常將一些人標誌為「反摩門教的」，然後因此認定該作品是帶有偏見而不中立的。在一篇提交到太陽石學術座談會名為《Why I No Longer Trust the FARMS Review of Books（為什麼我不再信任古代研究和摩門探究基金會書評）》，作者 John Hatch 說：『在我自己讀過古代研究和摩門探究基金會書評後，在我自己的看法裡面它讓我覺得 FARMS 的興趣是藉由攻擊討論過去教會歷史中複雜又難處理的方面的歷史書籍讓摩門主義的過去在讀者的眼中看起來盡可能地正常。對於一個希望有一天可以對新的摩門教歷史有所貢獻的人來說，我深深地對我所見到是繼續攻擊誠實的學術工作而不停止的努力感到困擾』。
當和 FARMS 有關的學者不願意為因著「摩門教護教學者」這個詞帶有的輕蔑用意而被這麼的認定，FARMS 仍舊是評論對從業餘熱心於摩門教者至敵對的基督教福音派運動而來的聲明的一個十分重要的機構，尤其這些 FARMS 的評論是透過 FARMS 最常久的期刊——FARMS Review（古代研究和摩門探究基金會書評）.
FARMS 被稱為代表著一個在摩門信仰中的新的趨勢：一個發展中的摩門教正統教義的浮現。這個趨勢是照著字面上的意義而置己身於摩門信仰的聲明裡，但也同時願意反思這些聲明的傳統認知。一個顯著的例子是 FARMS 的工作支持一個「有限的地理模型」來解釋《摩門經》：它建議在《摩門經》裡面發生的事件的是發生在一個較小的地理區域，而不是像傳統的認知是這些事件的發生地點散佈在整個西半球。對這個想法的支持者包括了高層的教會領袖，他們認為這個模型與關於古代美洲原住民的考古學和遺傳學的發現相符，也符合《摩門經》裡面的敘述。
即使有這些爭議，古代研究和摩門探究基金會依舊繼續他們的努力，並在此具爭議性卻又據領導地位的位置裡引導塑造摩門教信徒對他們信仰的了解。

## 出版刊物
數個定期刊物和書籍是出版於古代研究和摩門探究基金會叢書系列之下，包括：
- Journal of Book of Mormon Studies（摩門經學習期刊）——半年學術期刊。它發表對於《摩門經》的最新研究。
- FARMS Review（古代研究和摩門探究基金會書評）——半年評論期刊。它主要專注對於摩門信仰和《摩門經》的書籍和文章的回顧評論。
- Insights（洞悉）——半月通訊刊。它提供最近的古代研究和摩門探究基金會的研究資訊、近期發生事件、學術研討會和座談會的報告、對經文的認識以及新出版刊物佈告。

古代研究和摩門探究基金會也重新刊印許多由摩門教學者休·尼布理所著的文章，收錄在有15卷之多的「休·尼布理全集」。